# 雷纳夫·法恩斯
雷纳夫·法恩斯（/ˈrænʌlf ˈfaɪnz/，1944年3月7日—）是一位英国极地探险家和作家，是第一个徒步穿越南极大陆的人，主要作品有《极度深寒：地球最冷地域的极限冒险》（Cold: Extreme Adventures at the Lowest Temperatures on Earth）等。